# Ordonnac
Ordonnac  egy francia település Gironde megyében az Aquitania régióban. Lakosainak száma 487 fő (2022. január 1.).

## Adminisztráció
Polgármesterek:
- 2001-2009 Christian Fontagnére
- 2009-2014 Margaret Ordronneau

## Demográfia
| Lakosok száma | 354  | 385  | 418  | 388  | 491  | 504  | 510  | 496  | 492  | 487  |
|               | 1968 | 1982 | 1990 | 2006 | 2013 | 2015 | 2017 | 2019 | 2020 | 2022 |

## Látnivalók
- Potensac kastély